# 昂古兰
昂古兰（法語：Angoulins，法語發音：[ɑ̃ɡulɛ̃]），亦称滨海昂古兰（Angoulins-sur-Mer，[ɑ̃ɡulɛ̃ syʁ mɛʁ]），是法国滨海夏朗德省的一个市镇，位于该省西北部，大西洋海滨，属于拉罗谢尔区。

## 地理
昂古兰（46°6'15"N, 1°6'36"W）面积7.86 平方千米，位于法国新阿基坦大区滨海夏朗德省，该省份为法国西部滨海省份，北起旺代省，西临大西洋，南至吉倫特省，东南接多爾多涅省，东北接德塞夫勒省接壤，东临夏朗德省。
与昂古兰接壤的市镇（或旧市镇、城区）包括：艾特雷、沙泰拉永普拉日、拉雅尔讷、滨海萨勒。
昂古兰的时区为UTC+01:00、UTC+02:00（夏令时）。

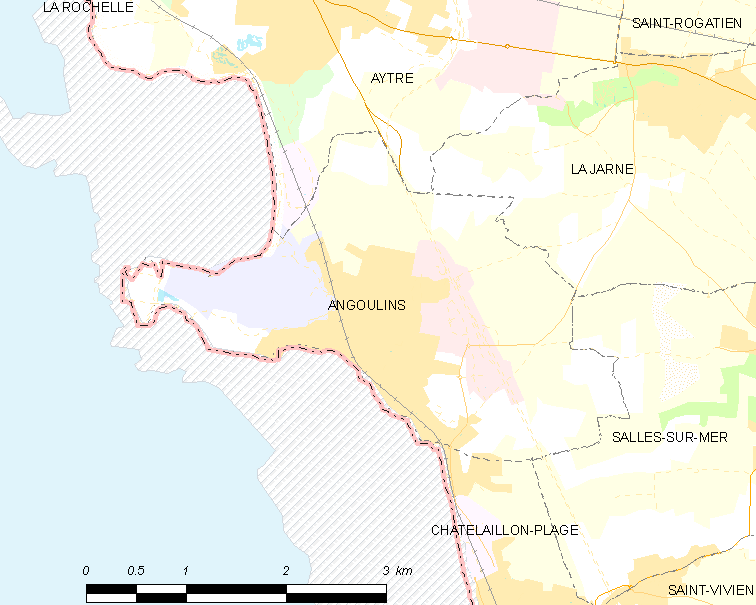
昂古兰的OSM定位图

## 行政
昂古兰的邮政编码为17690，INSEE市镇编码为17010。

## 政治
昂古兰所属的省级选区为沙泰拉永普拉日县。

## 人口

1962-2008年间昂古兰人口变化图示

昂古兰于2022年1月1日时的人口数量为4147人。